# Occidenchthonius vachoni
Espèce
Occidenchthonius vachoni est une espèce de pseudoscorpions de la famille des Chthoniidae.

## Distribution
Cette espèce est endémique du Centre au Portugal. Elle se rencontre dans les grottes Gruta da Senhora da Estrela à Pombal et Gruta da Cerâmica à Ansião.

## Description
Le mâle holotype mesure 0,99 mm, les mâles mesurent de 0,99 à 1,12 mm et les femelles de 1,42 à 1,62 mm.

## Étymologie
Cette espèce est nommée en l'honneur de Max Vachon.

## Publication originale
- Zaragoza & Reboleira, 2018 : Five new hypogean Occidenchthonius (Pseudoscorpiones: Chthoniidae) from Portugal. Journal of Arachnology, vol. 46, no 1, p. 81–103 (texte intégral).